# Philip Johns
Philip Joseph Johns (Oconomowoc, 7 luglio 1958) è un ex calciatore ed ex giocatore di calcio a 5 statunitense.

## Carriera
Con la nazionale maschile di calcio a 5 degli Stati Uniti d'America ha disputato il FIFA Futsal World Championship 1992 in cui gli statunitensi hanno colto il loro miglior risultato di sempre giungendo alla medaglia d'argento dopo la finale persa per 4-1 contro il Brasile.